# Cherkizovo
Cherkizovo er en russisk kødproducent, der er baseret i Moskva. De er specialiseret i fjerkræ og svinekød.
Virksomheden blev etableret i 2005 i samarbejde mellem APC "Cherkizovsky" og APC "Mikhaylovskiy".